# Scleropleella juniperina
Scleropleella juniperina är en svampart som tillhör divisionen sporsäcksvampar, och som beskrevs av Kerstin Holm och Lennart Holm. Scleropleella juniperina ingår i släktet Scleropleella, klassen Dothideomycetes, divisionen sporsäcksvampar och riket svampar. Arten är reproducerande i Sverige.